# Вижницький коледж прикладного мистецтва імені Василя Шкрібляка
Вижницький коледж прикладного мистецтва імені В. Ю. Шкрібляка — вищий навчальний заклад України другого рівня акредитації. Готує фахівців за спеціальністю «образотворче мистецтво».

## Історія

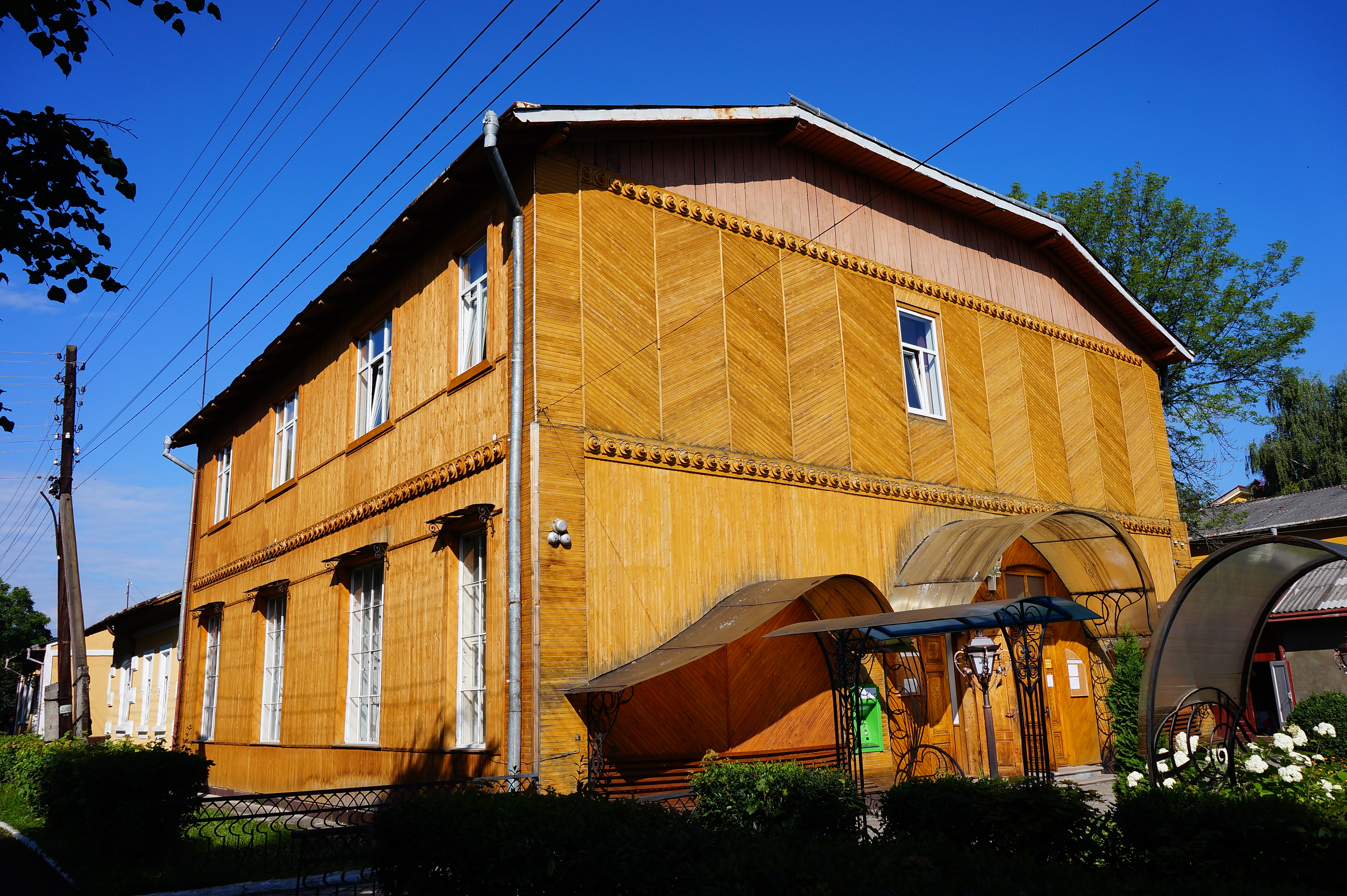

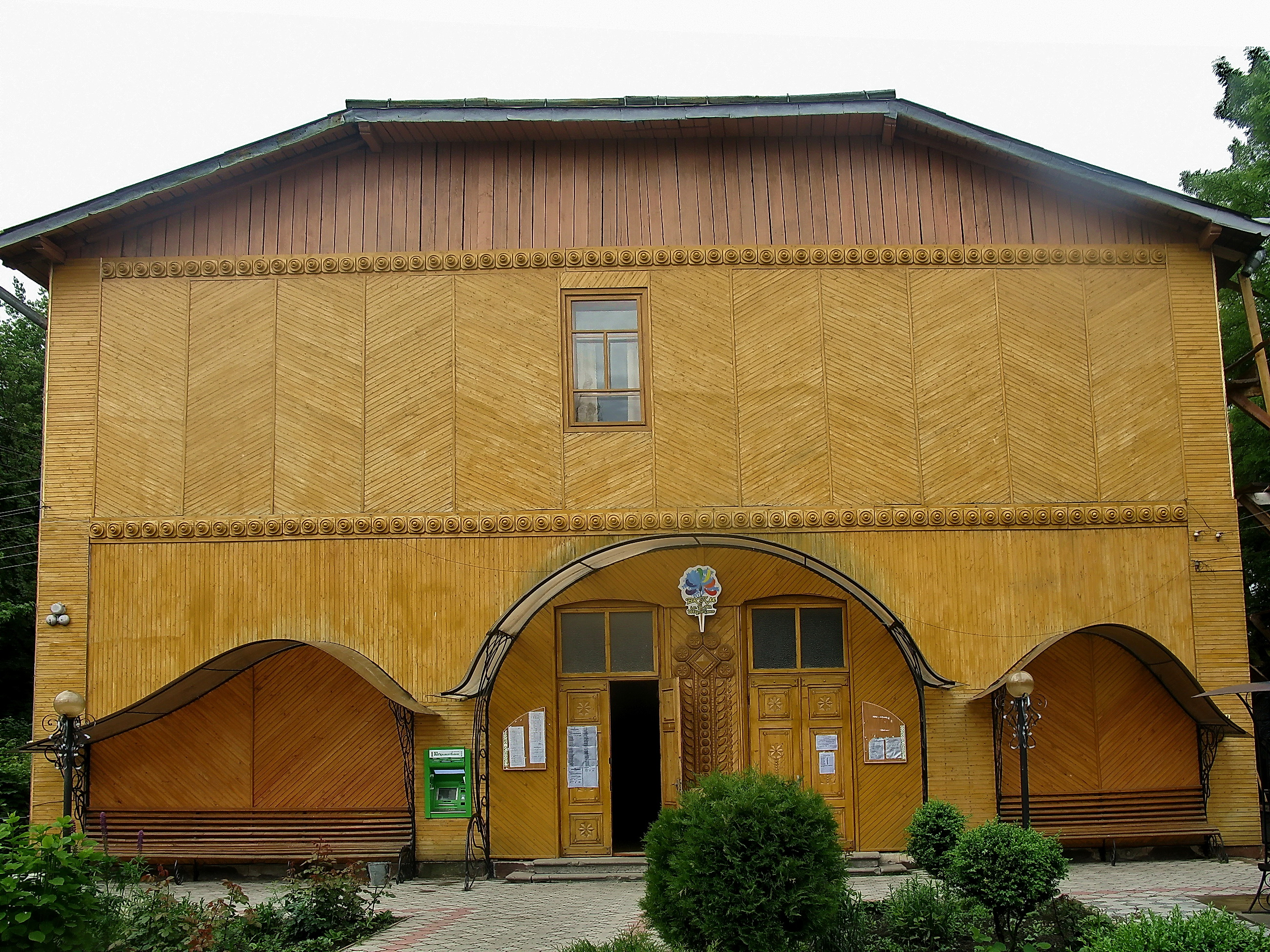

15 жовтня 1905 року з дозволу Міністерства освіти та культів Австро-Угорщини та після відповідного рішення Буковинського краєвого парламенту у місті Вижниця відкрили мистецьку школу під назвою «Крайова школа різьбярства, токарства та металевої орнаментики (оздоби)», навчання в якій велось українською мовою.
У 1911 році заклад змінив назву на «Крайовий науковий заклад токарства, різьбярства та металевої орнаментики». Його випускники, згідно з новим статусом, отримували право організовувати власну справу і навчати учнів декоративно-прикладному мистецтву.
Румунська влада у 1921 році (у 1919 році Буковину — складову частину ЗУНР — окупували румуни, пізніше згідно з Версальським договором увійшла до складу Румунії) на базі крайової школи організувала заклад під назвою «Нижча школа мистецтва і ремесла». У 1931 році її реорганізували в середній спеціальний мистецький навчальний заклад під назвою «Вижницька індустріальна чоловіча гімназія».
У 1940 році Північна Буковина увійшла до складу Української РСР. За рішенням Чернівецького облвиконкому рад трудящих на її базі утворили «Вижницьке державне художньо-промислове училище».

## Відомі особи

### Викладачі
- Володимир Ворончак.[1]

### Випускники
- Володимир Гамаль — скульптор;[2];
- Михайло Голютяк — живописець і майстер писанкарства.[3]
- Алла Дутковська — заслужений діяч мистецтв України, відмінник освіти України.
- Василь Зінкевич — лауреат премії ім. Т. Шевченка, народний артист України[4]
- Прокопчук Олег Григорович — скульптор, художник.
- Присяжнюк Артемій Васильович — український художник, монументаліст.